# PINKY
『PINKY』（ピンキー）は、集英社が発売していた女性向けファッション雑誌。毎月23日発売。

## 概要
10代後半から20代前半の女性を対象として2004年8月に創刊。2009年12月発売の2010年2月号をもって休刊した。
前段階のプロト版として2003年に年2回発売された『esty+』（エスティプラス）のメインキャラクターであったモデルの鈴木えみを同誌の表紙モデルに起用した。鈴木は創刊号から最終号までの大多数（全65回中42回）の表紙を飾った。
タイトルのPINKYとは「僕の愛しい人」を意味するアメリカ西海岸の言葉で、「SUPER GIRL'S MAGAZINE」をスローガンとしていた。

## モデル

### レギュラーモデル（休刊時点）
- 鈴木えみ
- 木下ココ
- 木下優樹菜
- 黒木なつみ
- 佐々木希
- 佐藤栞里
- 愛未
- 泉水星良
- Shihomi
- 高橋優
- 菜々緒
- 西田美歩
- 吉田夏海
- Riena

### 過去のモデル
- 青木亜希
- 井上奈美
- 尾形沙耶香
- 小野晴子
- ケリー

- 小泉絵美子
- 五藤真愛
- 佐藤幸子
- 関めぐみ
- 徳田いずみ

- 仲程仁美
- 仲間リサ
- 日高薫
- 山岡由実
- 江頭由衣

## プリンセスPINKYオーディション
2005年
- グランプリ-仲間リサ
- 準グランプリ-小野晴子

2006年
- グランプリ-佐々木希
- 準グランプリ-青木亜希

2007年
- グランプリ-Shihomi
- 準グランプリ-江頭由衣

2008年
- グランプリ-佐藤栞里
- 準グランプリ-泉水星良

2009年
- グランプリ-西田美歩
- 準グランプリ-菜々緒

## 発行部数
|        | 1〜3月     | 4〜6月     | 7〜9月     | 10〜12月   |
| ------ | ---------- | ---------- | ---------- | ---------- |
| 2008年 |            | 190,000 部 | 190,567 部 | 180,000 部 |
| 2009年 | 186,667 部 | 163,334 部 | 193,334 部 | 193,334 部 |